# 開発主義
開発主義（かいはつしゅぎ）、あるいは発展主義（はってんしゅぎ、英: developmentalism）とは、主に国家の経済的・工業的な開発・成長・発展を優先する思想・政策のこと。
基本的に後発国が採る政策とされ、欧州におけるかつてのドイツやロシア、そして日本、続いて他の東アジアや東南アジア諸国などが、その事例として言及される。
多くの場合、「開発独裁」の形態を採り、「後発性の優位」を活かして他国からの積極的な技術導入による急速な成長を遂げる点に、その特徴がある。